# Le Déclin de l'empire masculin

Le Déclin de l'empire masculin est un téléfilm français réalisé par Angelo Cianci et diffusé pour la première fois le 8 mars 2013 sur Arte France.

## Synopsis
Camille se voit offrir un poste à responsabilité ce qui oblige son mari Simon, professeur de piano, à s'occuper davantage du foyer. Après une visite au Muséum national d'histoire naturelle, Simon trouve chez lui un étrange personnage : un homme préhistorique.

## Fiche technique
- Réalisation : Angelo Cianci
- Scénario : Angelo Cianci, Sophie Pincemalle et Martin Sauvageot d'après Le musée de l'homme : le fabuleux déclin de l'empire masculin de David Abiker
- Producteur : Arte France, Nelka Films
- Image : Laurent Brunet
- Compositeur : Flemming Nordkrog

## Distribution
- Géraldine Pailhas : Camille
- Grégori Derangère : Simon
- Nicolas Bridet : Antoine
- Arièle Semenoff : Mireille
- André Oumansky : Charles
- Estelle Larrivaz : Sophia
- Sara Mortensen : Armelle
- Cédric Tuffier : Cro
- Talina Boyaci : Violette